# Linia (gmina)
Linia (kaszub. gmina Lëniô, daw. gmina Strzepcz) – gmina wiejska w województwie pomorskim, w powiecie wejherowskim. W latach 1975–1998 gmina położona była w województwie gdańskim.
W skład gminy wchodzi 13 sołectw: Kętrzyno, Kobylasz, Lewinko, Lewino, Linia, Miłoszewo, Niepoczołowice, Osiek, Pobłocie, Smażyno, Strzepcz, Tłuczewo, Zakrzewo.
Siedziba gminy to Linia. W gminie w 2012 r. wprowadzono język kaszubski jako język pomocniczy.
Według danych z 31 grudnia 2023 gminę zamieszkiwało 6441 osób.
Gmina jest gminą dwujęzyczną – według danych pochodzących ze spisu powszechnego przeprowadzonego w 2002 roku, 35,5% ludności gminy posługuje się językiem kaszubskim.
Gmina Linia zajęła pierwsze miejsce w rankingu podsumowującym kadencję 2010-2014 w kategorii gmin rolniczych o dochodach na mieszkańca przekraczających 3300 zł opracowanym przez firmę Curulis.
W 2009 roku utworzony został 85-kilometrowy szlak turystyczny „Poczuj kaszubskiego ducha”, w ramach którego w poszczególnych miejscowościach gminy ustawiono 13 drewnianych dwu- lub trzymetrowych figur wykonanych przez Jana Redźko na podstawie opracowania „Bogowie i duchy naszych przodków. Przyczynek do kaszubskiej mitologii” Aleksandra Labudy:
- Kętrzyno – Wëkrëkùs – samotny duch
- Kobylasz-Potęgowo – Lubczik – duch odpowiedzialny za miłość
- Lewinko – Pùrtk – demon odpowiedzialny za psoty
- Lewino – Pikón – demon najgorszy z trzynastki, wyjątkowo paskudna postać z fałszywym uśmieszkiem na twarzy
- Linia – Rétnik – demon odpowiadający za zmysłowe przyjemności i grzech nieumiarkowania, zwodzący ludzi muzyką
- Miłoszewo – Damk – samotny duch
- Niepoczołowice – Nëczk – kaszubski wodnik
- Osiek – Jablón – demon opiekun sadów
- Pobłocie – Szëmich – duch wiatru
- Smażyno – Bòrowô Cotka – opiekunka lasów i zwierząt
- Strzepcz – Grzenia – duch (opiekun) snu
- Tłuczewo – Pólnica – bogini pól
- Zakrzewo – Jigrzan – duch zabaw[4].

## Transport
W obrębie gminy kursuje 8 linii autobusowych operowanych przez PKS Gdynia (linie 611, 612, 613, 617, 632, 676, 677 i 678) i 1 linia autobusowa operowana przez PA Gryf (linia 4). Linie dojeżdżają do m.in. Wejherowa, Lęborka, Sierakowic, Kartuz czy do innych wsi w pobliżu.

## Struktura powierzchni
Według danych z roku 2002 gmina Linia ma obszar 119,82 km², w tym:
- użytki rolne: 52%
- użytki leśne: 37%

Gmina stanowi 9,34% powierzchni powiatu.

## Demografia

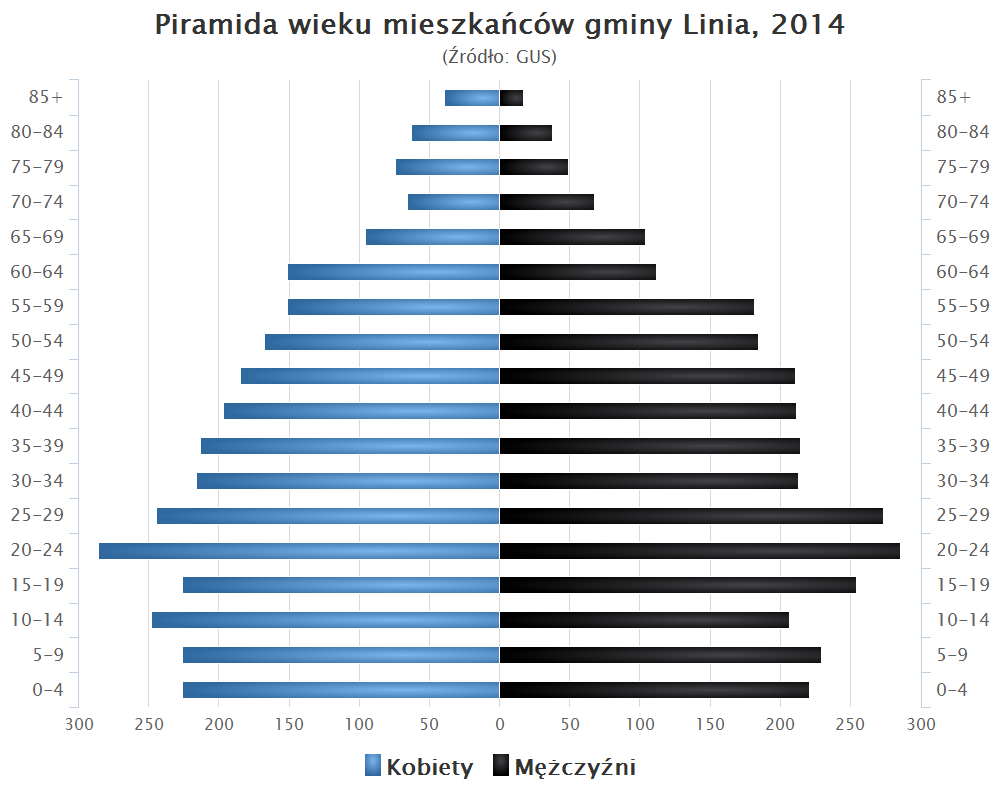
Piramida wieku mieszkańców gminy Linia w 2014 roku

Dane z 30 czerwca 2004:
| Opis                              | Ogółem | Ogółem | Kobiety | Kobiety | Mężczyźni | Mężczyźni |
| --------------------------------- | ------ | ------ | ------- | ------- | --------- | --------- |
| jednostka                         | osób   | %      | osób    | %       | osób      | %         |
| populacja                         | 5711   | 100    | 2844    | 49,8    | 2867      | 50,2      |
| gęstość zaludnienia (mieszk./km²) | 47,7   | 47,7   | 23,7    | 23,7    | 23,9      | 23,9      |

## Sąsiednie gminy
Cewice, Kartuzy, Luzino, Łęczyce, Sierakowice, Szemud